# Цоколь

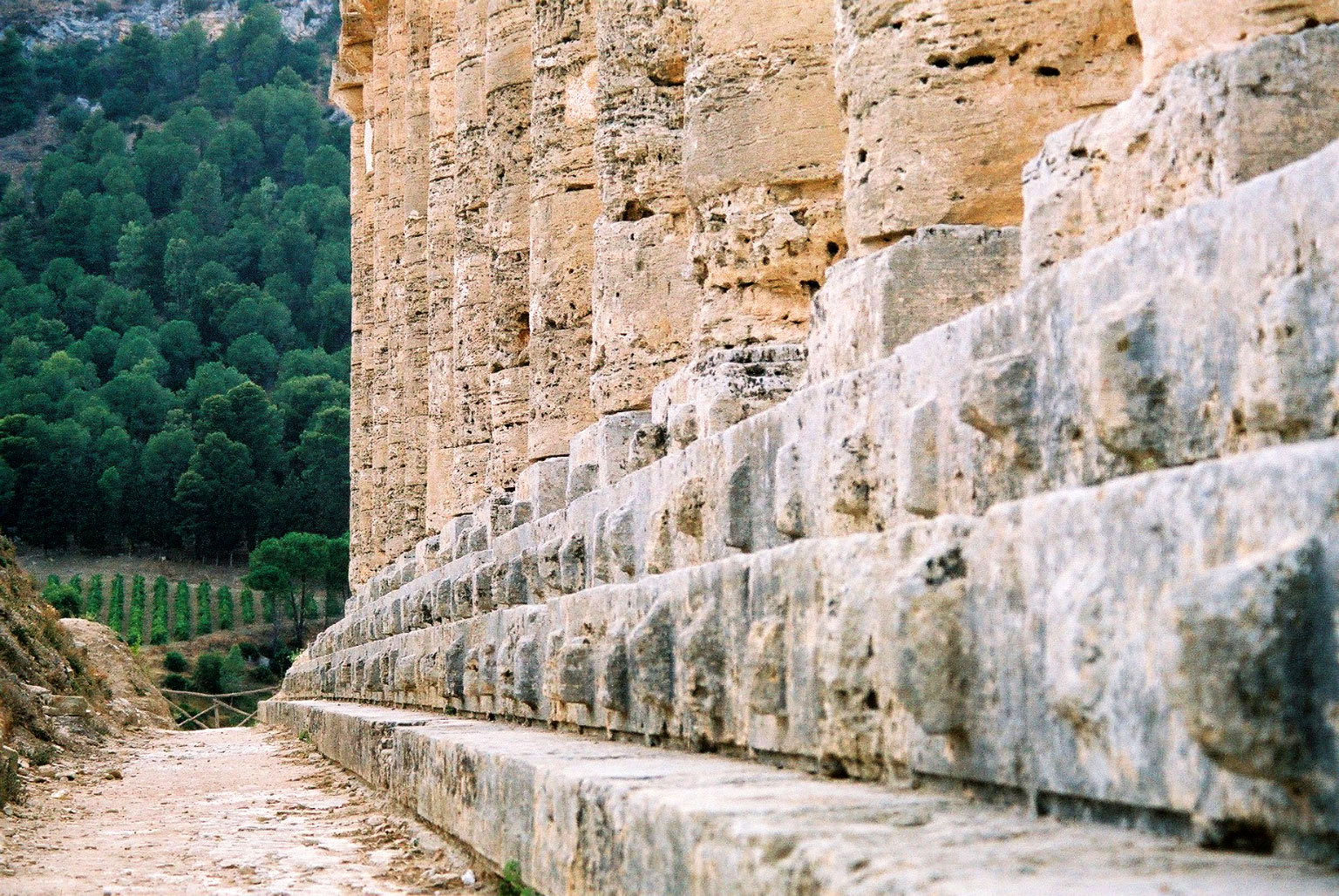
Традиционный триступенчатый цоколь-стилобат дорического храма в Сегесте

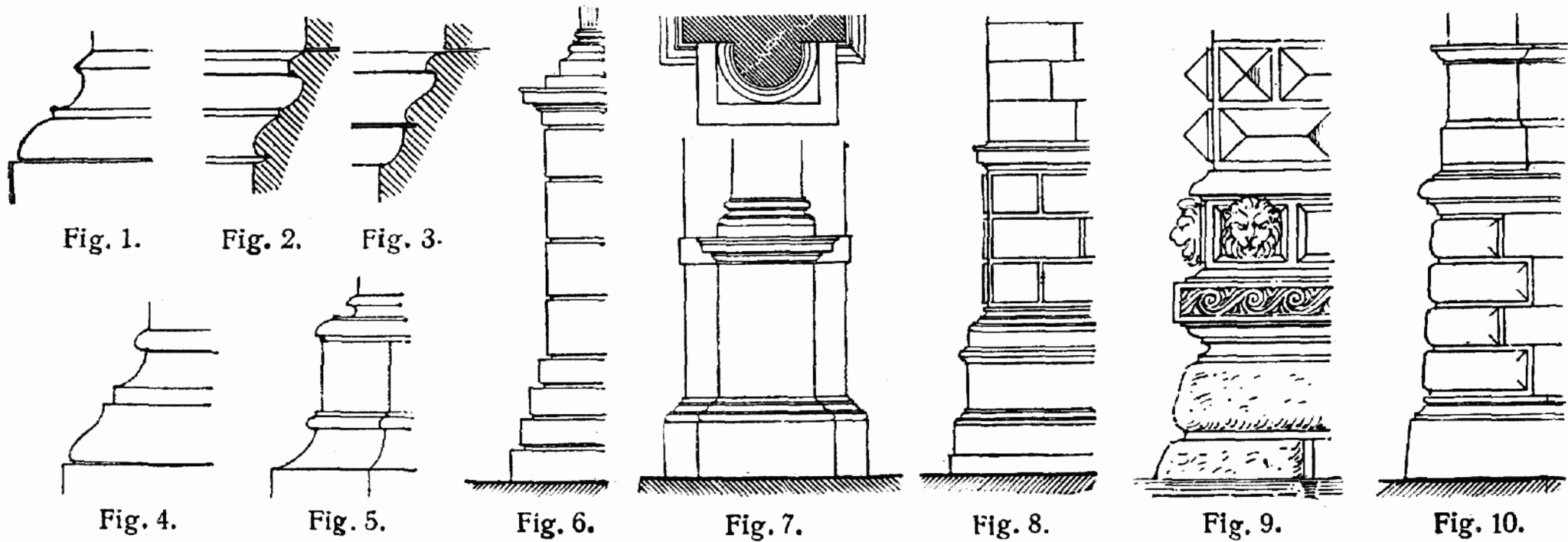
Типы цоколей

Цо́коль (итал. zoccolo, букв. башмак на деревянной подошве) — подножие здания, сооружения, памятника, колонны и тому подобных сооружений, лежащее на фундаменте, зачастую выступающее по отношению к верхним частям сооружения. Может быть декоративно облицовано. В ленточных фундаментах цоколем может являться верхняя часть самого фундамента, в столбчатых — цоколь имеет вид стены между столбами. Цоколи по отношению к наружным стенам классифицируются на западающие, выступающие и заподлицо (расположенные в одной плоскости со стеной). Высота цоколя может зависеть от наличия или отсутствия подвальной или полуподвальной части строения.
В Российской империи постройка цоколя регулировалась законодательно.